# Општина Лекинца (Бистрица-Насауд)
Лекинца (рум. Lechinţa) општина је у Румунији у округу Бистрица-Насауд.
Oпштина се налази на надморској висини од 303 m.